# 玉名市立小天小学校
玉名市立小天小学校（たまなしりつ おあましょうがっこう）は、熊本県玉名市天水町小天にある公立の小学校。
2027年（令和9年）3月末をもって閉校し、玉名市立玉水小学校と統合の上、「玉名市立天水小学校」（仮称）が新設される予定である。

## 概要
歴史
1875年（明治8年）に創立した小学校が1902年（明治35年）に統合して開校。現校名となったのは2005年（平成17年）。統合した年を創立年としており、2022年（令和4年）に創立120年を迎えた。
学校教育目標
「ふるさと天水町に誇りをもち、たくましく生き抜く小天っ子の育成」
校章
橘（ミカン）の花弁を背景にして、中央に校名の「小天」の文字（縦書き）を配している。
校歌
通学区域
玉名市小天町のうち「八久保、本村上、本村中、本村下、港、石橋、横内、北横内上、北横内下、大平、丸尾、受免、下有所、上有所、赤仁田」。中学校区は玉名市立天水中学校。

## 沿革
前史
- 1875年（明治8年）- 「小天小学校」および「立花小学校」が創立。
- 1882年（明治15年）- 立花小学校から北古閑小学校が分離。
- 1886年（明治19年）- 小学校令施行により、尋常科を設置の上、「尋常小天小学校」、「尋常立花小学校」、「尋常北古閑小学校」に改称。
- 1889年（明治22年）4月1日 - 町村制施行により、玉名郡「小天村」が発足。
- 1892年（明治25年）- 「小天尋常小学校」、「立花尋常小学校」、「北古閑尋常小学校」に改称。

統合
- 1902年（明治35年）2月 - 上記の小学校3校が統合の上、「小天尋常小学校」（尋常科4年）が創立。
- 1903年（明治36年）- 高等科（2年制）を併置の上、「小天尋常高等小学校」（尋常科4年・高等科2年）に改称。
- 1908年（明治41年）4月 - 改正小学校令により、尋常科（義務教育年限）が4年制から6年制に改められる。従来の高等科1・2年を尋常科5・6年に改めるため、高等科を廃止し「小天尋常小学校」（尋常科6年）に改称。
- 1910年（明治43年）4月 - 高等科（2年制）を併置の上、「小天尋常高等小学校」（尋常科6年・高等科2年）に改称。
- 1914年（大正3年）8月 - 校地を拡張し、平屋建て校舎を増築。
- 1941年（昭和16年）4月1日 - 国民学校令施行により、「玉名郡小天村小天国民学校」と改称。尋常科を初等科に改める。
- 1947年（昭和22年）4月1日 - 学制改革が行われる（六・三制の実施）。
  - 国民学校初等科は、新制小学校「小天村立小天小学校」に改組・改称。
  - 国民学校高等科は青年学校普通科とともに、新制中学校「小天村立小天中学校」に改組・改称。小学校に併設される。
- 1949年（昭和24年） - 小天中学校が「小天村玉水村組合立 天水中学校」に統合される。
- 1951年（昭和26年）1月 - 旧校舎を解体し、2階建て木造校舎（10教室）が完成。
- 1954年（昭和29年）2月 - 創立50周年記念式典を挙行。
- 1955年（昭和30年）10月1日 - 2村（小天・玉水）の合併により「天水村」が発足。「天水村立小天小学校」と改称。
- 1959年（昭和34年）
  - 5月 - 新校舎が完成。
  - 10月1日 - 天水村が町制施行により、「天水町」が発足。「天水町立小天小学校」と改称。
- 1965年（昭和40年）5月 - プールが完成。
- 1974年（昭和49年）3月 - 運動場の芝張りを実施。
- 1987年（昭和62年）
  - 5月 - 新校舎が完成。
  - 12月 - 相撲場が完成。
- 2004年（平成16年）5月 - 創立100周年記念式典を挙行。
- 2005年（平成17年）10月3日 - 天水町が玉名市と合併し、「玉名市立小天小学校」（現校名）と改称。
- 2008年（平成20年）4月 - 2学期制を導入。
- 2010年（平成22年）
  - 4月 - 特別支援学級「なかよし学級」を開設。
  - 8月 - 太陽光発電設備が完成。
- 2011年（平成23年）4月 - 特別支援学級（おれんじ学級）を開設。
- 2013年（平成25年）4月 - 特別支援学級（ひまわり学級）を開設。
- 2016年（平成28年）6月 - 体育館の補修を完了。
- 2020年（令和2年）4月1日 - 玉名市立小天東小学校を統合。
- 2027年（令和9年）
  - 3月31日 - 統合により閉校（予定）[1]。
  - 4月1日 - 玉名市立玉水小学校と統合の上、「玉名市立天水小学校」（仮称）が開校（予定）。校舎は玉名市立天水中学校敷地内に新築される（予定）[1]。

## 交通アクセス
最寄りのバス停留所
- 九州産交バス 「石橋（小天）」停留所

最寄りの幹線道路
- 熊本県道1号熊本玉名線

## 周辺
- 玉名市天水市民センター
- 玉名市包括支援センター 天水支所
- 玉名市立天水図書館
- 天水学校給食センター
- 玉名市立天水中学校
- 玉名市天水体育館・相撲場
- 天水グラウンド
- 熊本銀行天水支店
- 肥後銀行天水支店
- JAたまな天水総合支所
- 天水町護国神社
- 唐人川